# La Camisa Negra
La Camisa Negra is een nummer van de Colombiaanse zanger Juanes. Het nummer werd uitgebracht op 18 maart 2005 als de derde single van het album Mi Sangre. Het bereikte de eerste positie op de hitlijsten in drie Zuid-Amerikaanse en tien Europese landen.

## Hitnoteringen

### Nederlandse Top 40
| Hitnotering: 04-03-2006 t/m 09-09-2006 | Hitnotering: 04-03-2006 t/m 09-09-2006 | Hitnotering: 04-03-2006 t/m 09-09-2006 | Hitnotering: 04-03-2006 t/m 09-09-2006 | Hitnotering: 04-03-2006 t/m 09-09-2006 | Hitnotering: 04-03-2006 t/m 09-09-2006 | Hitnotering: 04-03-2006 t/m 09-09-2006 | Hitnotering: 04-03-2006 t/m 09-09-2006 | Hitnotering: 04-03-2006 t/m 09-09-2006 | Hitnotering: 04-03-2006 t/m 09-09-2006 | Hitnotering: 04-03-2006 t/m 09-09-2006 | Hitnotering: 04-03-2006 t/m 09-09-2006 | Hitnotering: 04-03-2006 t/m 09-09-2006 | Hitnotering: 04-03-2006 t/m 09-09-2006 | Hitnotering: 04-03-2006 t/m 09-09-2006 | Hitnotering: 04-03-2006 t/m 09-09-2006 | Hitnotering: 04-03-2006 t/m 09-09-2006 | Hitnotering: 04-03-2006 t/m 09-09-2006 | Hitnotering: 04-03-2006 t/m 09-09-2006 | Hitnotering: 04-03-2006 t/m 09-09-2006 | Hitnotering: 04-03-2006 t/m 09-09-2006 | Hitnotering: 04-03-2006 t/m 09-09-2006 | Hitnotering: 04-03-2006 t/m 09-09-2006 | Hitnotering: 04-03-2006 t/m 09-09-2006 | Hitnotering: 04-03-2006 t/m 09-09-2006 | Hitnotering: 04-03-2006 t/m 09-09-2006 | Hitnotering: 04-03-2006 t/m 09-09-2006 | Hitnotering: 04-03-2006 t/m 09-09-2006 | Hitnotering: 04-03-2006 t/m 09-09-2006 | Hitnotering: 04-03-2006 t/m 09-09-2006 |
| Week:                                  | 1                                      | 2                                      | 3                                      | 4                                      | 5                                      | 6                                      | 7                                      | 8                                      | 9                                      | 10                                     | 11                                     | 12                                     | 13                                     | 14                                     | 15                                     | 16                                     | 17                                     | 18                                     | 19                                     | 20                                     | 21                                     | 22                                     | 23                                     | 24                                     | 25                                     | 26                                     | 27                                     | 28                                     |                                        |
| -------------------------------------- | -------------------------------------- | -------------------------------------- | -------------------------------------- | -------------------------------------- | -------------------------------------- | -------------------------------------- | -------------------------------------- | -------------------------------------- | -------------------------------------- | -------------------------------------- | -------------------------------------- | -------------------------------------- | -------------------------------------- | -------------------------------------- | -------------------------------------- | -------------------------------------- | -------------------------------------- | -------------------------------------- | -------------------------------------- | -------------------------------------- | -------------------------------------- | -------------------------------------- | -------------------------------------- | -------------------------------------- | -------------------------------------- | -------------------------------------- | -------------------------------------- | -------------------------------------- | -------------------------------------- |
| Positie:                               | 38                                     | 30                                     | 23                                     | 21                                     | 14                                     | 7                                      | 5                                      | 2                                      | 3                                      | 3                                      | 3                                      | 3                                      | 3                                      | 3                                      | 2                                      | 4                                      | 4                                      | 6                                      | 6                                      | 8                                      | 9                                      | 9                                      | 14                                     | 15                                     | 15                                     | 17                                     | 26                                     | 35                                     | uit                                    |

### Ultratop 50
| Hitnotering: 18-03-2006 t/m 28-10-2006 | Hitnotering: 18-03-2006 t/m 28-10-2006 | Hitnotering: 18-03-2006 t/m 28-10-2006 | Hitnotering: 18-03-2006 t/m 28-10-2006 | Hitnotering: 18-03-2006 t/m 28-10-2006 | Hitnotering: 18-03-2006 t/m 28-10-2006 | Hitnotering: 18-03-2006 t/m 28-10-2006 | Hitnotering: 18-03-2006 t/m 28-10-2006 | Hitnotering: 18-03-2006 t/m 28-10-2006 | Hitnotering: 18-03-2006 t/m 28-10-2006 | Hitnotering: 18-03-2006 t/m 28-10-2006 | Hitnotering: 18-03-2006 t/m 28-10-2006 | Hitnotering: 18-03-2006 t/m 28-10-2006 | Hitnotering: 18-03-2006 t/m 28-10-2006 | Hitnotering: 18-03-2006 t/m 28-10-2006 | Hitnotering: 18-03-2006 t/m 28-10-2006 | Hitnotering: 18-03-2006 t/m 28-10-2006 | Hitnotering: 18-03-2006 t/m 28-10-2006 | Hitnotering: 18-03-2006 t/m 28-10-2006 | Hitnotering: 18-03-2006 t/m 28-10-2006 | Hitnotering: 18-03-2006 t/m 28-10-2006 | Hitnotering: 18-03-2006 t/m 28-10-2006 | Hitnotering: 18-03-2006 t/m 28-10-2006 | Hitnotering: 18-03-2006 t/m 28-10-2006 | Hitnotering: 18-03-2006 t/m 28-10-2006 | Hitnotering: 18-03-2006 t/m 28-10-2006 | Hitnotering: 18-03-2006 t/m 28-10-2006 | Hitnotering: 18-03-2006 t/m 28-10-2006 | Hitnotering: 18-03-2006 t/m 28-10-2006 | Hitnotering: 18-03-2006 t/m 28-10-2006 | Hitnotering: 18-03-2006 t/m 28-10-2006 | Hitnotering: 18-03-2006 t/m 28-10-2006 | Hitnotering: 18-03-2006 t/m 28-10-2006 | Hitnotering: 18-03-2006 t/m 28-10-2006 | Hitnotering: 18-03-2006 t/m 28-10-2006 |
| Week:                                  | 1                                      | 2                                      | 3                                      | 4                                      | 5                                      | 6                                      | 7                                      | 8                                      | 9                                      | 10                                     | 11                                     | 12                                     | 13                                     | 14                                     | 15                                     | 16                                     | 17                                     | 18                                     | 19                                     | 20                                     | 21                                     | 22                                     | 23                                     | 24                                     | 25                                     | 26                                     | 27                                     | 28                                     | 29                                     | 30                                     | 31                                     | 32                                     | 33                                     |                                        |
| -------------------------------------- | -------------------------------------- | -------------------------------------- | -------------------------------------- | -------------------------------------- | -------------------------------------- | -------------------------------------- | -------------------------------------- | -------------------------------------- | -------------------------------------- | -------------------------------------- | -------------------------------------- | -------------------------------------- | -------------------------------------- | -------------------------------------- | -------------------------------------- | -------------------------------------- | -------------------------------------- | -------------------------------------- | -------------------------------------- | -------------------------------------- | -------------------------------------- | -------------------------------------- | -------------------------------------- | -------------------------------------- | -------------------------------------- | -------------------------------------- | -------------------------------------- | -------------------------------------- | -------------------------------------- | -------------------------------------- | -------------------------------------- | -------------------------------------- | -------------------------------------- | -------------------------------------- |
| Nummer                                 | 47                                     | 31                                     | 24                                     | 15                                     | 8                                      | 6                                      | 5                                      | 6                                      | 6                                      | 4                                      | 3                                      | 3                                      | 4                                      | 5                                      | 5                                      | 5                                      | 7                                      | 12                                     | 16                                     | 17                                     | 16                                     | 13                                     | 10                                     | 11                                     | 15                                     | 20                                     | 26                                     | 28                                     | 32                                     | 34                                     | 40                                     | 45                                     | 45                                     | uit                                    |

### NPO Radio 2 Top 2000
| Nummer met noteringen in de NPO Radio 2 Top 2000 | '06 | '07  | '08  |
| ------------------------------------------------ | --- | ---- | ---- |
| La Camisa Negra                                  | 903 | 1420 | 1781 |

1. ↑  Een vetgedrukt getal geeft de hoogste notering aan.
2. ↑  2006 was het eerste jaar met een notering voor dit nummer.
3. ↑  Deze tabel is bijgewerkt tot en met de laatste editie (2024).